# Marcel Van Daele
Marcellus Alfons Van Daele (Steenhuize-Wijnhuize, 23 maart 1937 - aldaar, 8 mei 2010) was een Belgisch senator.

## Levensloop
Van Daele werd beroepshalve industrieel ingenieur en was leraar in het technisch onderwijs. 
Hij was ook politiek actief voor de PVV (vanaf 1992 de VLD en vanaf 2007 de Open Vld) en werd voor deze partij van 1971 tot aan zijn overlijden gemeenteraadslid van Herzele. Hij was tussen 1983 en 1994 ook actief als burgemeester van deze gemeente. Later werd hij benoemd tot ereburgemeester.
Van 1981 tot 1987 zetelde hij tevens in de Belgische Senaat: van 1981 tot 1985 als rechtstreeks verkozen senator voor het arrondissement Oudenaarde-Aalst en van 1985 tot 1987 als gecoöpteerd senator. 
Van 22 december 1981 tot 12 oktober 1985 had hij als gevolg van het toen bestaande dubbelmandaat ook zitting in de Vlaamse Raad. De Vlaamse Raad was de opvolger van de Cultuurraad voor de Nederlandse Cultuurgemeenschap, die op 7 december 1971 werd geïnstalleerd, en was de voorloper van het huidige Vlaams Parlement.
Van Daele overleed op 8 mei 2010 op 73-jarige leeftijd in zijn woning. Hij was al enige tijd ziek maar bleef tot enkele weken voor zijn dood nog actief in de lokale politiek.